# Сунь Си-мяо
Сунь Си-мяо (孫思邈, 581 — 682) — китайський лікар і алхімік часів династії Тан.

## Життєпис
Народився у 581 році у місті Хуаянь, сучасна провінція Шеньсі. З дитинства відрізнявся феноменальною пам'яттю, завдяки якій міг заучувати по тисячі ієрогліфів у день. В юності вивчав даоські твори, насамперед Лао-цзи і Чжуан-цзи, згодом на декілька років усамітнився на горі Тайбай, неподалік від місця свого народження. Частину життя провів у Сичуані. Неодноразово відхиляв запрошення на службу й офіційні титули, але у 659–674 роках був у почті імператора Гао-цзуна, який залишив через хворобу. Помер у 682 році. Сунь Си-мяо отримав посмертне прізвисько Яо-ван (цар медицини), йому було присвячено декілька храмів. Сун Си-мяо часто зображують в оточенні двох юних учнів, один з яких тримає гарбуз-горлянку з чудотворними пігулками, а інший — листя цілющих рослин.

## Медицина
Сунь Си-мяо є автором декількох творів з медицини та алхімії. Найвідоміші два: «Цянь цзинь яо фан» («Лікарські рецепти [ціною у] тисячу золотих», інший варіант перекладу «Тисяча золотих лікувальних рецептів»), ще його називають «Бей цзи цянь цзинь яо фан» ("Лікувальні рецепти на випадок необхідності [ціною у] тисячу золотих") або просто «Цянь цзинь фан» («Тисяча золотих рецептів»). Іншим твором є «Цянь цзинь і фан» («Підтримуючі оздоровчі рецепти [ціною у] тисячу золотих»). Перший твір було завершено приблизно у 652–655 роках, а другий — на 20-27 років пізніше. Обидва, мають по 30 глав, збереглися у копіях, відредагованих і опублікованих у XI ст. як підручники для Імператорської Медичної академії.
У них підсумовані досягнення сучасної Сунь Си-мяо медицини: фармакології, дієтології, етіології, гінекології, педіатрії, голковколювання, припікання моксою та інш. Обидва тексти включають широкий набір рецептів — близько 5300 у «Цянь цзинь яо фан» й 2000 — у «Цянь цзинь і фан», починаючи з гінекології та педіатрії, яким приділено особливо багато уваги. Багато рядків у них присвячено лікуванню хвороб, пов'язаних з вітамінною недостатністю, — бери-бери, рахіту, курячій сліпоті. У главі 1 «Цянь цзинь яо фан» вперше в Китаї написано про лікарську етику, зокрема, обов'язки лікаря віддати усі сили лікуванню хворого незалежно від його зовнішнього вигляду, віку, рангу або багатства. Ці книги містили кольорові зображення в трьох ракурсах тіла людини з каналами і точками, використовуваними в чжень-цзю-терапії (загалом близько 650 точок). Дванадцять парних каналів малювалися п'ятьма кольорами (синій, червоний, жовтий, сірий, чорний), відповідними п'яти елементам (стихіям), з якими корелювалися канали, а вісім «чудесних каналів» — зеленим кольором.
Сунь Си-мяо перебував під сильним впливом даоської школи тянь-ши дао («шлях небесних наставників»). У «Цянь цзинь і фан» він навів формули, які використовувалися в її ритуалах екзорцизму, і повідомив методи даоської практики «культивування життєвого початку» (ян сін). Інтерес до даосизму відображений і в інших його творах: «Ше Шень Чжень лу» («Правдиві записи про підтримку життя»), «Чжень чжун су шу» («Лист на шовку з глибини підголівника») і «Хуй сань цзяо лунь»(«Судження про з'єднання трьох навчань»).
Сунь Си-мяо також є автором збірки даоських алхімічних методів «Тай цин данину цзин яо цзюе» ("Головні секрети «Канону кіноварний [еліксиру] Великої чистоти», інший варіант перекладу «Найважливіші секретні кошти з канонів про кіноварний [еліксир] Великої чистоти»), де вперше написано про протопорохі. Також він займався виготовленням алхімічних еліксирів з 610 року і сам зазнав отруєння ними.
Про деякі зв'язки Сунь Си-мяо з буддизмом свідчить його звернення до індійських прийомів масажу і методів лікування бери-бери, узятим з робіт, відредагованих буддистськими ченцями. Крім того, в «Цянь цзин і фан» маються магічні формули на санскриті.